# Pulse (film, 1995)
Pour les articles homonymes, voir Pulse.
Pour plus de détails, voir Fiche technique et Distribution.
Pulse (stylisé P·U·L·S·E) est un film britannique réalisé par David Mallet, sorti en 1995.
Il s'agit d'une captation du concert que le groupe britannique Pink Floyd a donné le 20 octobre 1994 au Earls Court, à Londres, et qui a été diffusé en direct à la télévision. 
Ce concert est le dernier avant la mise en sommeil du groupe originaire de Londres. Le groupe se retrouvera en effet une dernière fois sur scène le 2 juillet 2005 pour quelques titres à l'occasion du Live 8 à Londres. 
Le concert présente les morceaux les plus connus des Pink Floyd avec notamment l'intégralité des titres de The Dark Side of the Moon joués dans l'ordre de l'album, ainsi que de nombreuses pistes de leur album studio The Division Bell, sorti la même année (1994).
Un album live est issu de cette tournée. A noter que le second solo de guitare de Comfortably Numb est raccourci sur toutes les éditions commercialisées, à part dans l'édition DVD.

## Fiche technique
- Titre : Pulse
- Réalisation : David Mallet
- Musique : Pink Floyd - (Roger Waters, David Gilmour, Richard Wright et Nick Mason)
- Producteur : David Gilmour, James Guthrie, Steve O'Rourke, Lana Topham
- Distribution : EMI & Sony
- Pays de production : Royaume-Uni
- Langue : Anglais
- Format : VHS, Laserdisc, VideoCD et DVD
- Genre : musical
- Durée : 145 min.
- Date de sortie : 2006

## Contenu de la VHS
1. Shine On You Crazy Diamond
2. Learning to Fly
3. High Hopes
4. Take It Back
5. Coming Back to Life
6. Sorrow
7. Keep Talking
8. Another Brick in the Wall (Part 2)
9. One of These Days
10. Speak to Me
11. Breathe
12. On the Run
13. Time
14. The Great Gig in the Sky
15. Money
16. Us and Them
17. Any Colour You Like
18. Brain Damage
19. Eclipse
20. Wish You Were Here
21. Comfortably Numb
22. Run Like Hell

## Contenu du double Laserdisc
Seules 3 faces sont utilisées
| Disc 1 Face 1 | Disc 1 Face 2 : The Dark Side of the Moon | Disc 2 Face 1 |
| --- | --- | --- |
| 1. Shine On You Crazy Diamond (concert version) 2. Learning to Fly 3. High Hopes 4. Take It Back 5. Coming Back to Life 6. Sorrow 7. Keep Talking | 1. Speak to Me 2. Breathe in the Air 3. On the Run 4. Time 5. The Great Gig in the Sky 6. Money 7. Us and Them 8. Any Color You Like 9. Brain Damage 10. Eclipse | 1. Another Brick in the Wall (part 2) 2. One of these Days Rappels 3. Wish You Were Here 4. Comfortably Numb 5. Run Like Hell |

## Contenu du double DVD
P·U·L·S·E a fait, à l'été 2006, l'objet d'une édition double-DVD avec image réétalonnée, mais conservée au format 4/3 d'origine afin d'éviter la granulation qu'aurait donné le recadrage au format 16/9. La bande son a été remixée en Dolby Digital 5.1 (448 kb/s ou 640 kb/s) et est également proposée en stéréo. Le concert a fait l'objet d'un nouveau montage, proposant quelques plans différant de la première version, et contenant des bonus parmi lesquels l'intégralité des films projetés lors des concerts ainsi qu'une section Bootlegging the Bootleggers. Celle-ci est constituée de titres enregistrés par le groupe sans captation vidéo. Ce sont donc des fans qui ont fourni leurs propres vidéos amateur, sur lesquelles le son est remplacé par une source professionnelle.
| DVD 1 | DVD 2 : The Dark Side of the Moon |
| --- | --- |
| 1. Shine On You Crazy Diamond (concert version) 2. Learning to Fly 3. High Hopes 4. Take It Back 5. Coming Back to Life 6. Sorrow 7. Keep Talking 8. Another Brick in the Wall (part 2) 9. One of these Days Bootlegging the Bootleggers : 10. What Do You Want from Me 11. On the Turning Away 12. Poles Apart 13. Marooned Films projetés en concert : 14. Shine On You Crazy Diamond 15. Learning to Fly 16. High Hopes Promo vidéos : 17. Learning to Fly 18. Take It Back Autour de la tournée : 19. Cartes 20. Itinéraires 21. Plans de salles | 1. Speak to Me 2. Breathe in the Air 3. On the Run 4. Time 5. The Great Gig in the Sky 6. Money 7. Us and Them 8. Any Color You Like 9. Brain Damage 10. Eclipse Encores 11. Wish You Were Here 12. Comfortably Numb 13. Run Like Hell Films projetés en concert : 14. Speak to Me (graphic) 15. On the Run 16. Time (1994) 17. The Great Gig in the Sky (wave) 18. Money (1987) 19. Us and Them (1987) 20. Brain Damage 21. Eclipse Films projetés en concert (versions alternatives) : 22. Speak to Me 1987 23. Time (Ian Eames) 24. The Great Gig in the Sky (animation) 25. Money (Alien) version raccourcie 26. Us and Them 1994 Derrière la scène : 27. Say Goodbye to Life As We Know It Galerie photos 28. The Rock and Roll Hall of Fame Induction Ceremony (U.S. - 1996) 29. Wish You Were Here avec Billy Corgan |